# Château de Boussac (Target)
Pour les articles homonymes, voir Château de Boussac (homonymie).
Le château de Boussac est un château du XIIIe siècle, largement restructuré à la fin du XVIe ou début du XVIIe, situé à Target dans le département français de l'Allier.

## Description
Il se présente comme un quadrilatère flanqué de tours rondes et entouré de douves en eau, un plan et une allure médiévale que l'on retrouvait souvent pour les châteaux des grandes propriétés terriennes seigneuriales du Bourbonnais au XVIIe siècle. 

## Histoire
La famille Rousseau, puis la famille de Lapelin possèdent Boussac au XVIIe siècle. Au XVIIIe siècle, Pierre Jacques Ferron de la Ferronnays est seigneur de Boussac.
En 1856, Boussac entre dans la famille de Longueil.
Le château est inscrit aux Monuments historiques le 13 septembre 2019.